# اتحادیه جوگیخالی
اتحادیه جوگیخالی (به لاتین: Jugikhali Union) یک منطقهٔ مسکونی در بنگلادش است که در Kalaroa Upazila واقع شده‌است.